# Platyspermation
Platyspermation là một chi thực vật thuộc họ Alseuosmiaceae (trước đây coi là thuộc họ Escalloniaceae). Chi này có các loài sau (tuy nhiên danh sách này có thể chưa đủ):
- Platyspermation crassifolium, Guillaumin